# Ettelbruck
Ettelbruck (luxemburgués: Ettelbréck, alemán: Ettelbrück) es una comuna con estatus de ciudad en el centro de Luxemburgo, con un población aproximada de 8.300 habitantes. A partir de 2005, se incrementó la población de la ciudad. Las ciudades de Warken y Grentzingen están dentro de la comuna.

## Historia
Hasta 1850, Erpeldange y Schieren  formaban parte de la comuna de Ettelbruck, pero ambas ciudades fueron separadas de Ettelbruck por la ley del 1 de julio de 1850. 
Alemania ocupó Ettelbruck el 10 de mayo de 1940. Las Fuerzas Armadas de los Estados Unidos liberaron la ciudad el 11 de septiembre de 1944, pero Alemania volvió a retomar la ciudad el 16 de diciembre de 1944, durante la Batalla de las Ardenas.
El general de las Fuerzas Armadas de los Estados Unidos, George Patton, durante el día de Navidad, el 25 de diciembre de 1944, lideró a las tropas de las Fuerzas Armadas de los Estados Unidos para liberación final de Ettelbruck de la ocupación nazi. Una de las plazas principales de Ettelbruck, se llama Plaza Patton y se encuentra en el lugar exacto donde fue parada la ofensiva alemana en el valle de Alzette de Luxemburgo, poniendo fin al intento de invasión del país.
Desde 1954, la ciudad ha celebrado un Dia del Recuerdo cada mes de julio, en honor al general George Patton y a las tropas estadounidenses, británicas, belgas, francesas y luxemburguesas que lucharon allí con él.

## Gobierno

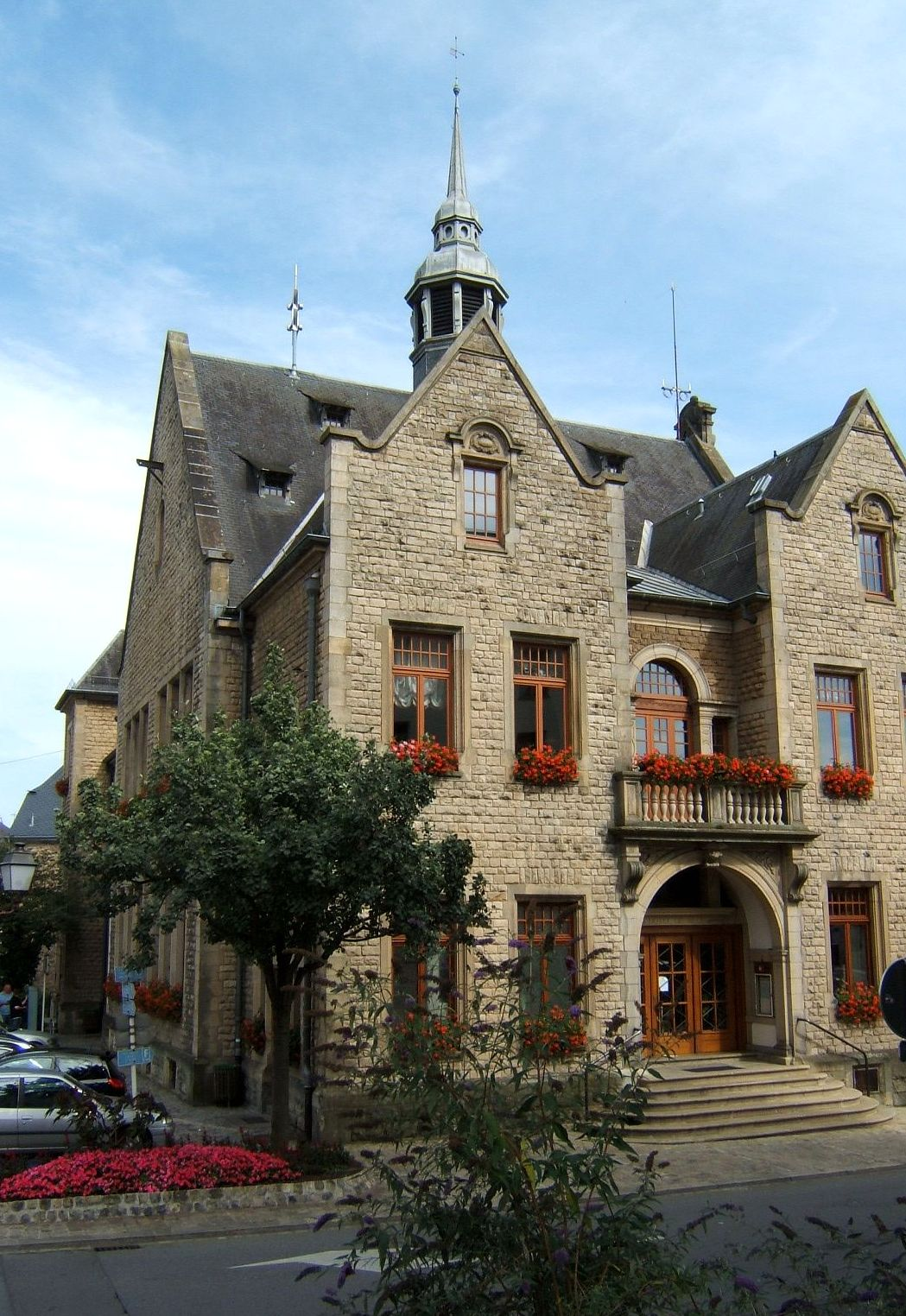
Ayuntamiento de Ettelbruck

Ettelbruck es una de las 12 comunas del Cantón de Diekirch, que forman parte del Distrito de Diekirch. Hablando de gobierno, el Consejo Comunal de Ettelbruck (francés Conseil Communal de Ettelbruck) sirve de apoyo Gobierno local de la comuna. El consejo está formado por 13 miembros, elegidos cada seis años.

## Transporte
La ciudad de Ettelbruck la bañan tres Ríos: El Sûre, el Wark y el Alzette. Históricamente, esta ubicación convirtió a Ettelbruck en la segunda más transitada del país, solo por detrás de la ciudad de Luxemburgo.
Ettelbruck sirve de cruce entre las líneas de ferrocarril de Diekirch y la principal de Luxemburgo-Lieja. La compañía ferroviaria es propiedad del Estado. La estación está en la Línea 10, que conecta la ciudad de Luxemburgo con el norte y centro de Luxemburgo, hacia Gouvy y Wiltz y tiene un Ramal ferroviario que conecta con Diekirch.
La Autopista A7, conocida como la Autopista del Norte, atraviesa Ettelbruck.

## Atracciones

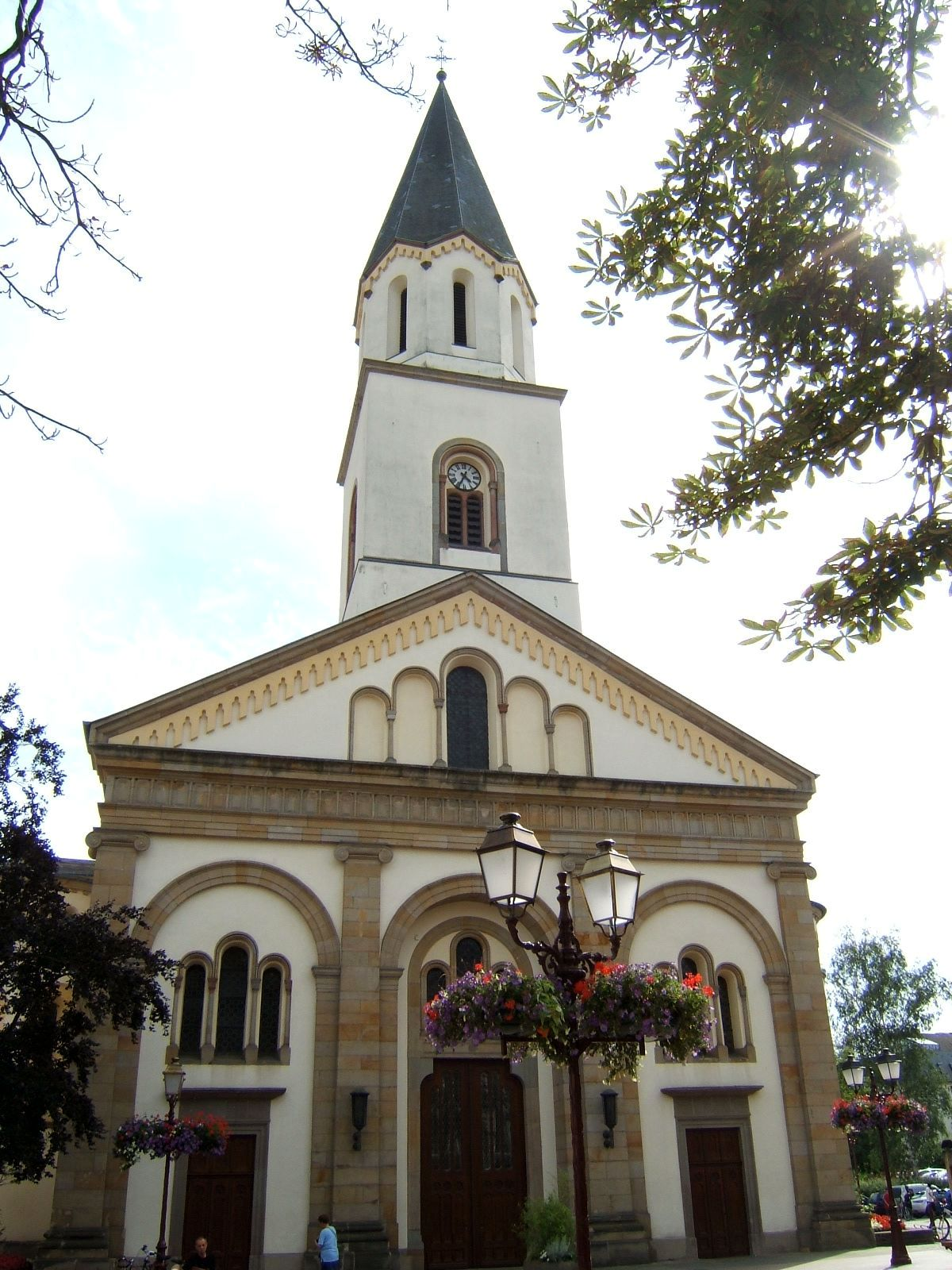
D' Kierch Ettelbréck en el centro de Ettelbruck

Una de las atracciones de la ciudad, es el Museo del General George Patton, en honor al hombre que consiguió liberar a Ettelbruck. El museo tiene fotografías, uniformes (militares y de prisioneros), armas y documentos de la época en que Alemania ocupó Luxemburgo (mayo de 1940 - septiembre de 1944). El museo fue inaugurado el 7 de julio de 1995 y representa una de las principales atracciones turísticas de la ciudad.
La iglesia parroquial de Ettelbruck - D' Kierch Ettelbréck- es una estructura decagonal. Restaurada en 1849, la iglesia alberga lápidas que datan del siglo XV.

## Deporte
Desde 1917, la ciudad ha sido casa del equipo de fútbol FC Etzella Ettelbruck. El club juega en el estadio de Stade Am Deich, con capacidad para 2.000 espectadores. Desde 1934, la ciudad también ha sido sede del equipo de baloncesto BBC Etzella.

## Sanidad
Ettelbruck es un centro médico para el norte de Luxemburgo, ya que en la ciudad está el Hospital Central (fundado en 1855), que ahora es la localización del Hospital de Neuropsiquiatría de Ettelbruck (en francés CHNP = Centre Hospitalier Neuro-Psychiatrique), con aproximadamente 500 camas. La escultura de mármol de Lucien Wercollier, La Vague, se encuentra en Ettelbruck, en el interior del Hospital de Neuropsiquiatría de Ettelbruck.
El Hospital Nuevo Saint Louis (en francés Nouvel Hôpital St Louis) fue remodelado y reabierto en 2003 como una moderna instalación médica, en el lugar de la antigua Clínica Saint Louis (posteriormente Clínica Charles Marx). La clínica original fue fundada por el Dr. Charles Marx en 1936. La Clínica Saint Louis se convirtió en un punto de referencia durante la ocupación nazi, cuando su fundador Charles Marx trató a los aviadores franceses (incluido el futuro general Marcel-Pierre Faure). En abril de 1940, tras la ocupación de Luxemburgo, Marx huyó a Francia. Después de la ocupación nazi, Marx fue arrestado y encarcelado por tratar a los aviadores franceses. En 1946, tras la liberación de Luxemburgo y la muerte accidental de Marx, la clínica fue renombrada como Clínica Charles Marx para honrarlo. En 1963, la clínica fue rebautizada como la Clínica Nuevo Saint Louis, cuando fue renovada y modernizada, convirtiéndose en 2003 en el Hospital Nuevo Saint Louis.

## Educación
Ettelbruck es un importante centro educativo del norte de Luxemburgo. En la ciudad se encuentran el St. Anne Girls' Boarding School (fundado en 1852), la Escuela Estatal de Agricultura (fundada en 1883), así como la escuela profesional Lycée Technique Ettelbruck.

## Ons Hémécht
Ons Hémécht ("Nuestra Patria"), el himno nacional de Luxemburgo, fue cantado públicamente por primera vez en Ettelbruck, el 5 de junio de 1864. Los ríos Sûre y Alzette son mencionados en el himno, ya que Ettelbruck es el lugar donde ambos se encuentran.

## Gente importante
- François Diederich, químico
- Charles Goerens, exmiembro del gabinete de Luxemburgo y miembro Parlamento Europeo de 1982 a 1984 y de 1994 a 1999.
- Pierre Joris (nacido en Estrasburgo, Francia, pero criado en Ettelbruck), poeta y traductor.
- Charles Marx, médico y líder de la resistencia durante la Segunda Guerra Mundial.
- Monique Melsen, cantante.
- Bady Minck, Director de cine.
- Ernest Mühlen, político y representante del Banco Europeo para la Reconstrucción y el Desarrollo (1991–1996).
- Marco Schank, político y autor.
- Lucien Weiler, político.
- Ni Xialian, jugador de tenis de mesa.
- Luc Holtz, entrenador de la Selección de fútbol de Luxemburgo.